# University of Westminster
University of Westminster – brytyjska uczelnia publiczna zlokalizowana w Londynie. Została założona w 1838 roku jako The Polytechnic Institution przy Regent Street. W 1841 stała się The Royal Polytechnic Institution. Od 1992 roku funkcjonuje pod bieżącą nazwą.